# Assaphalla peralata
Espèce
Assaphalla peralata est une espèce d'opilions laniatores de la famille des Assamiidae.

## Distribution
Cette espèce est endémique de la province de Gandaki au Népal. Elle se rencontre dans les massifs de l'Annapurna et du Dhaulagiri.

## Description
Les mâles mesurent de 2,9 à 3,0 mm et les femelles de 3,0 à 3,1 mm.

## Systématique et taxinomie
Cette espèce a été décrite par Martens en 1977.

## Publication originale
- Martens, 1977 : « Opiliones aus dem Nepal-Himalaya. III. Oncopodidae, Phalangodidae, Assamiidae (Arachnida). » Senckenbergiana biologica, vol. 57, no 4/6, p. 295–340.